# NGC 4741
NGC 4741 је спирална галаксија у сазвежђу Ловачки пси која се налази на NGC листи објеката дубоког неба.
Деклинација објекта је + 47° 40' 18" а ректасцензија 12h 50m 59,4s. Привидна величина (магнитуда) објекта NGC 4741 износи 13,7 а фотографска магнитуда 14,4. NGC 4741 је још познат и под ознакама UGC 8000, MCG 8-23-98, CGCG 244-45, CGCG 245-3, PGC 43504.